# Trichomanes arbuscula
Trichomanes arbuscula är en hinnbräkenväxtart som beskrevs av Nicaise Augustin Desvaux. Trichomanes arbuscula ingår i släktet Trichomanes och familjen Hymenophyllaceae. Inga underarter finns listade.